# Pilawa
Pilawa is een stad in het Poolse woiwodschap Mazovië, gelegen in de powiat Garwoliński. De oppervlakte bedraagt 6,62 km², het inwonertal 4121 (2005).

## Verkeer en vervoer
- Station Pilawa